# Klingerova vila
Vila barona Ottomara Klingera (zkráceně Klingerova vila) se nachází v Novém Městě pod Smrkem v okrese Liberec. Postavena byla v zámeckém barokním stylu v letech 1888 až 1891 podle návrhu architekta Edmunda Trossina pro textilního velkopodnikatele, barona Ottomara Klingera z Klingerstorfu. Spolu s vilou barona Oskara Klingera (vybudovanou v letech 1873 až 1874) a vilou barona Williho Klingera (postavenou mezi léty 1903 a 1904) patřila do komplexu tří vil rodiny Klingerů, které spojuje rozsáhlý park, který pro tehdejší majitele vytvořil drážďanský architekt Hugo Eck.

## Historie
V 18. století provozoval Johann Georg Klinger (1708–1764) v Dolních Křečanech (Nieder Ehrenberg) tkalcovnu. Jeho potomci – především Ignaz Klinger, baroni Ottomar a Oskar von Klinger a baron Willi Klinger – v období okolo roku 1900 činnost firmy rozšířili a to až do té míry, že zakládali továrny nejen v Rakousku-Uhersku, ale i v Itálii, ve městech Prato a Terni. Další pobočky byly ve městech Hamburk, Milán, Petrohrad a New York.
Po druhé světové válce začala dříve skvostná vila pomalu chátrat. Následovaly neustále změny v užívání, včetně využití pro mateřskou školu. Vlivem toho vila trpěla a neprospělo jí ani období deseti let, během něhož nebyla využívána vůbec. Hrozilo tak její úplné zchátrání.
V roce 2001 byla po zprostředkování památkovým ústavem prodána Peteru M. Wöllnerovi, podnikateli z německého Krefeldu, který vlastní společnost, vyrábějící od roku 1992 v blízkém Ludvíkově pod Smrkem jeho produkty. Ten pověřil liberecké architekty a statiky Tomáše a Karla Myslivcovy provedením sanace budovy.
V září roku 2002 byla v prvním patře vily zavedena manufaktura kabelových svazenek pro lékařské přístroje a ve sklepě vznikl na ploše 600 m² sklad s postranními místnostmi. Do konce roku 2002 se z Ludvíkova pod Smrkem do nového sídla přemístil i personál spravující personální a finanční oddělení. V podkroví vily vznikly vedle bytů pro vedoucího provozu a jednatele společnosti také pokoje pro hosty.
V letech 2003 až 2004 bylo upravováno přízemí stavby, kde vznikly kanceláře. Opravy štuku v zrcadlovém sále trvaly i přes pomoc odborné stavební školy déle než rok. Západní fasáda s figurami v podjezdu byla restaurována a zřícená západní věž byla znovu vystavěna. Příjezdová cesta a okolí vily muselo být nově vydlážděno a obnoven byl také okolní park.
V roce 2005 byla zřízena před vjezdovým portálem fontána a dále byla restaurována jižní fasáda. Freska na stropě od Adolfa Liebschera (1857–1919) byla restaurována malířem Jiřím Látalem z Litomyšle. V následujícím roce se obnovovaly fasády na severní a východní straně. Střecha byla nově pokryta břidlicí. V roce 2007 byla obnovena zničená jižní terasa a byla (podobně jako podjezd) doplněna balustrádou.

## Popis stavby
Na ploše cca 900 m² je vybudovaná vila mající dvě nadzemní poschodí, podkroví a podsklepení. Vybavena je italským stavebním materiálem, což ji činí výjimečnou v oblasti severních Čech. Neobvyklé je také zásobování pitnou vodou, k čemuž je využíván poblíž vyvěrající pramen zvlášť měkké vody.

## Fotogalerie

### Jižní pohled

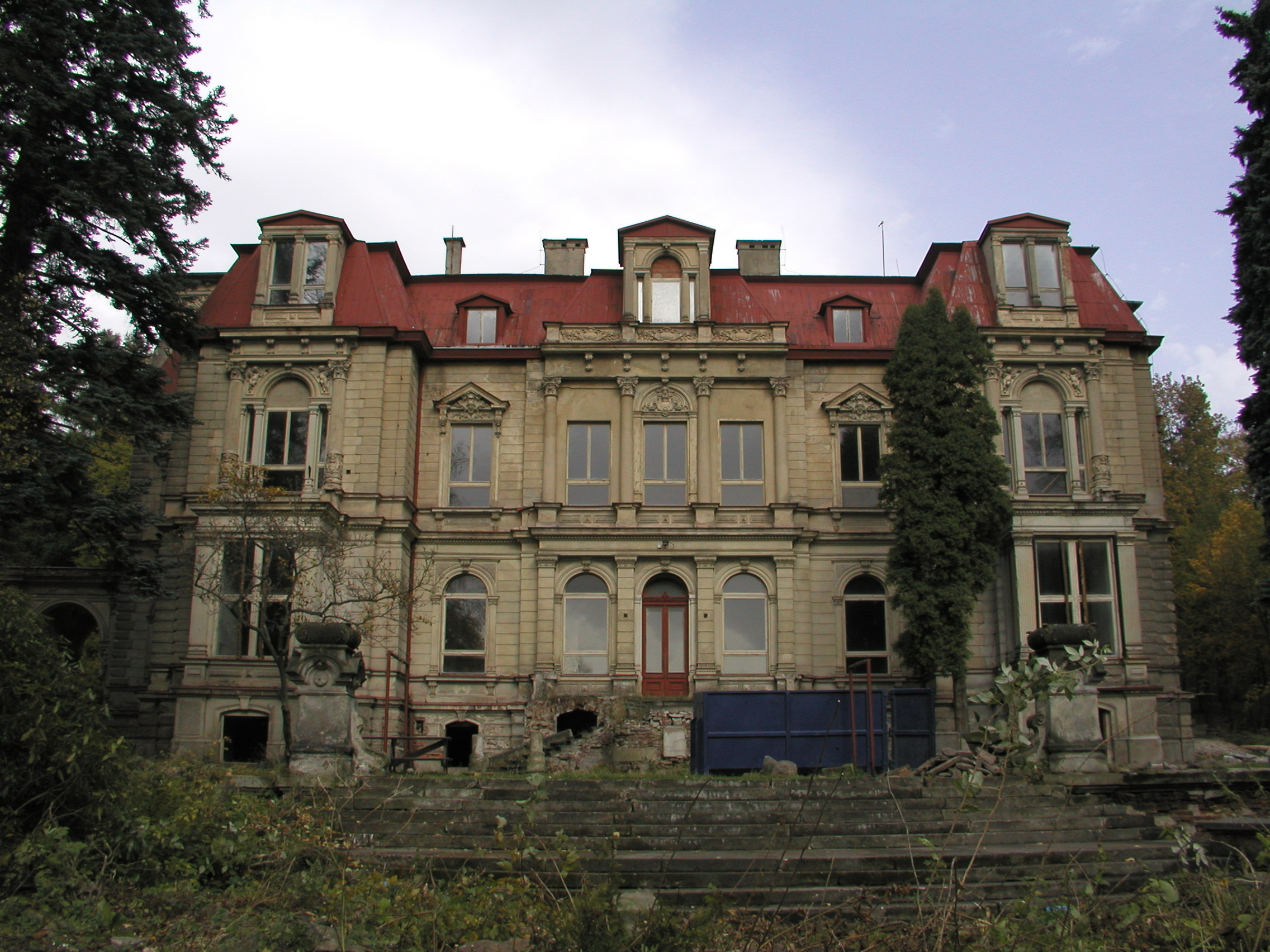
Klingerova vila (2001)
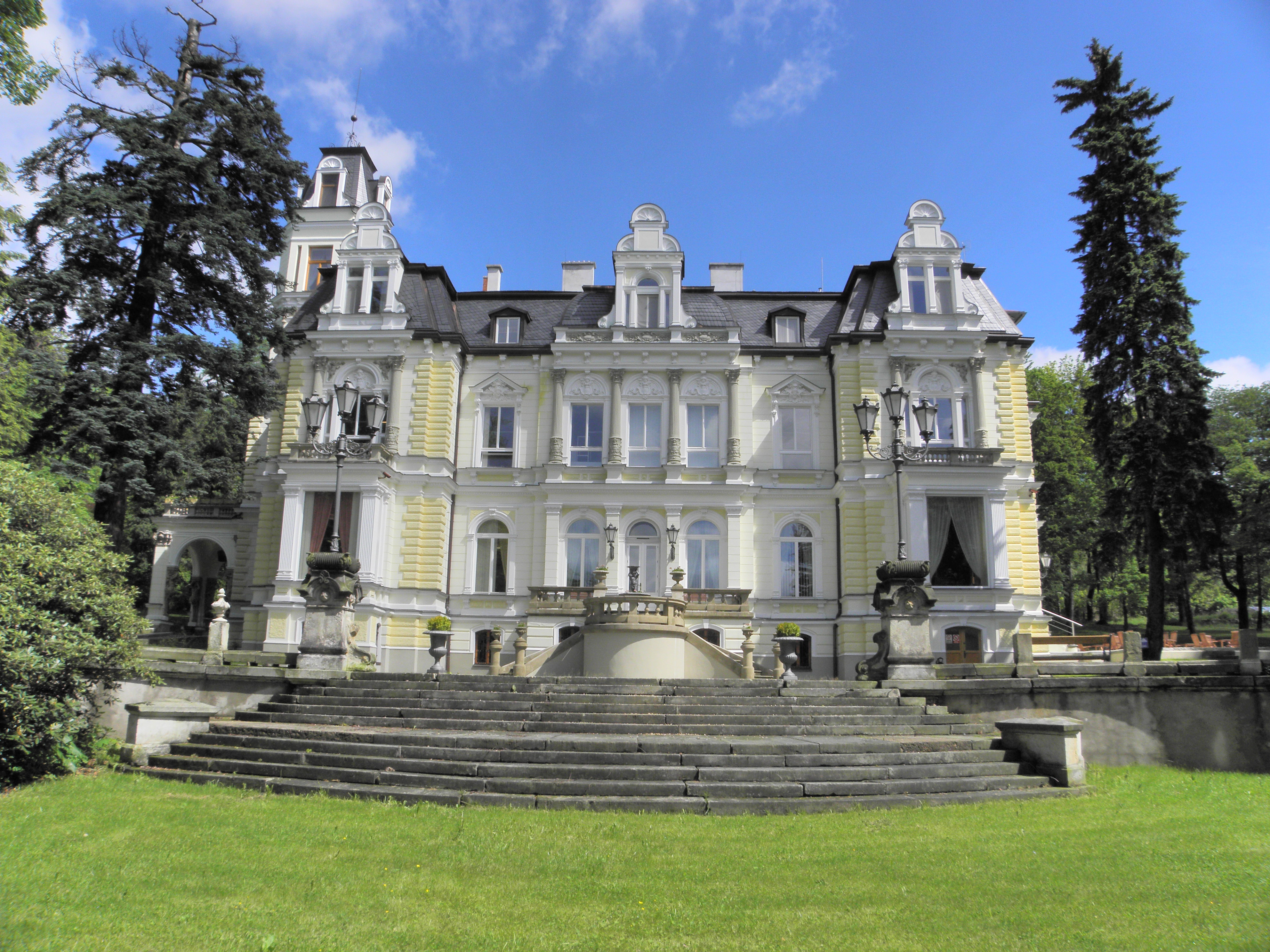
Klingerova vila (2010)

### Západní pohled

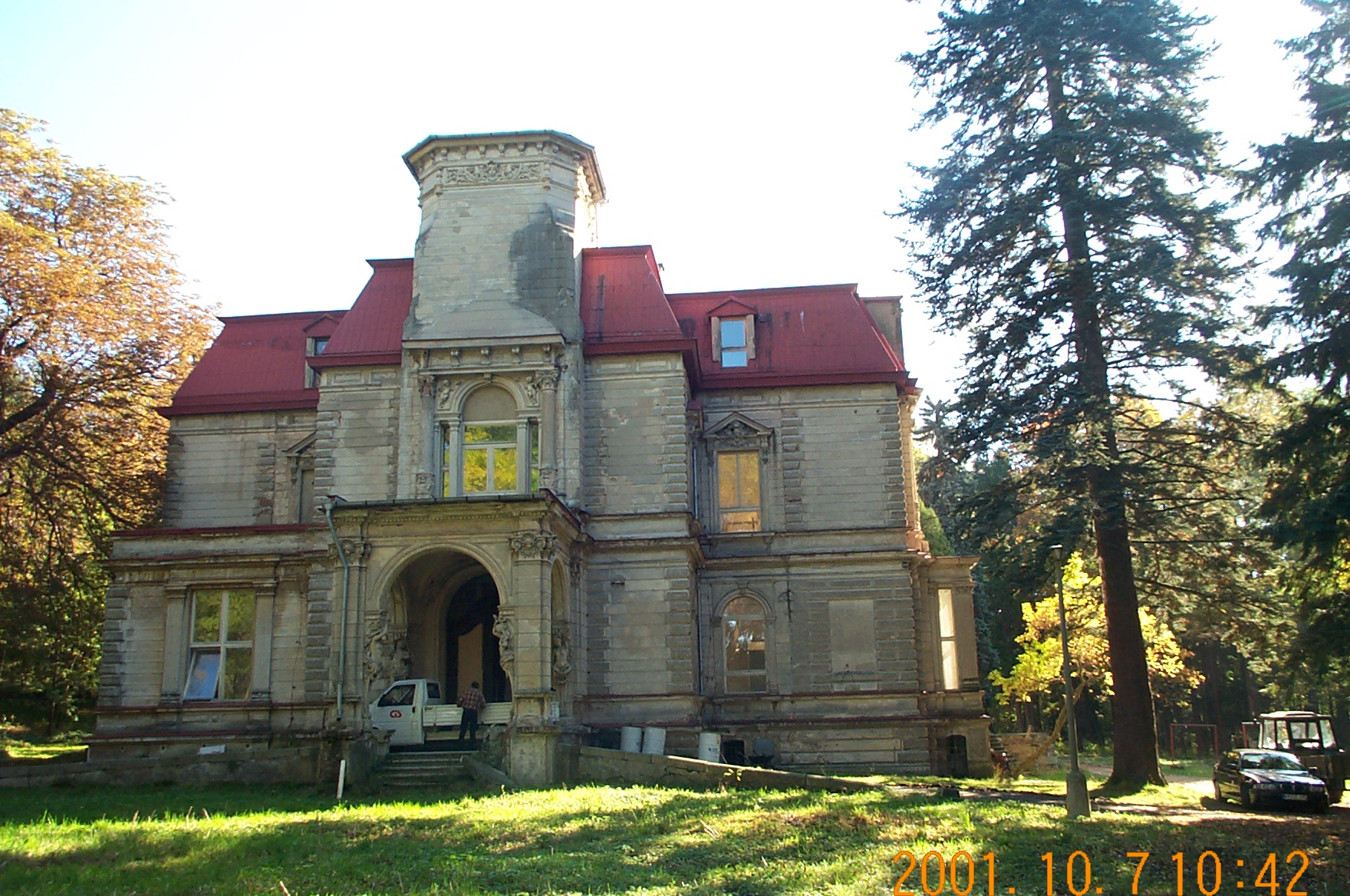
Klingerova vila (2001)
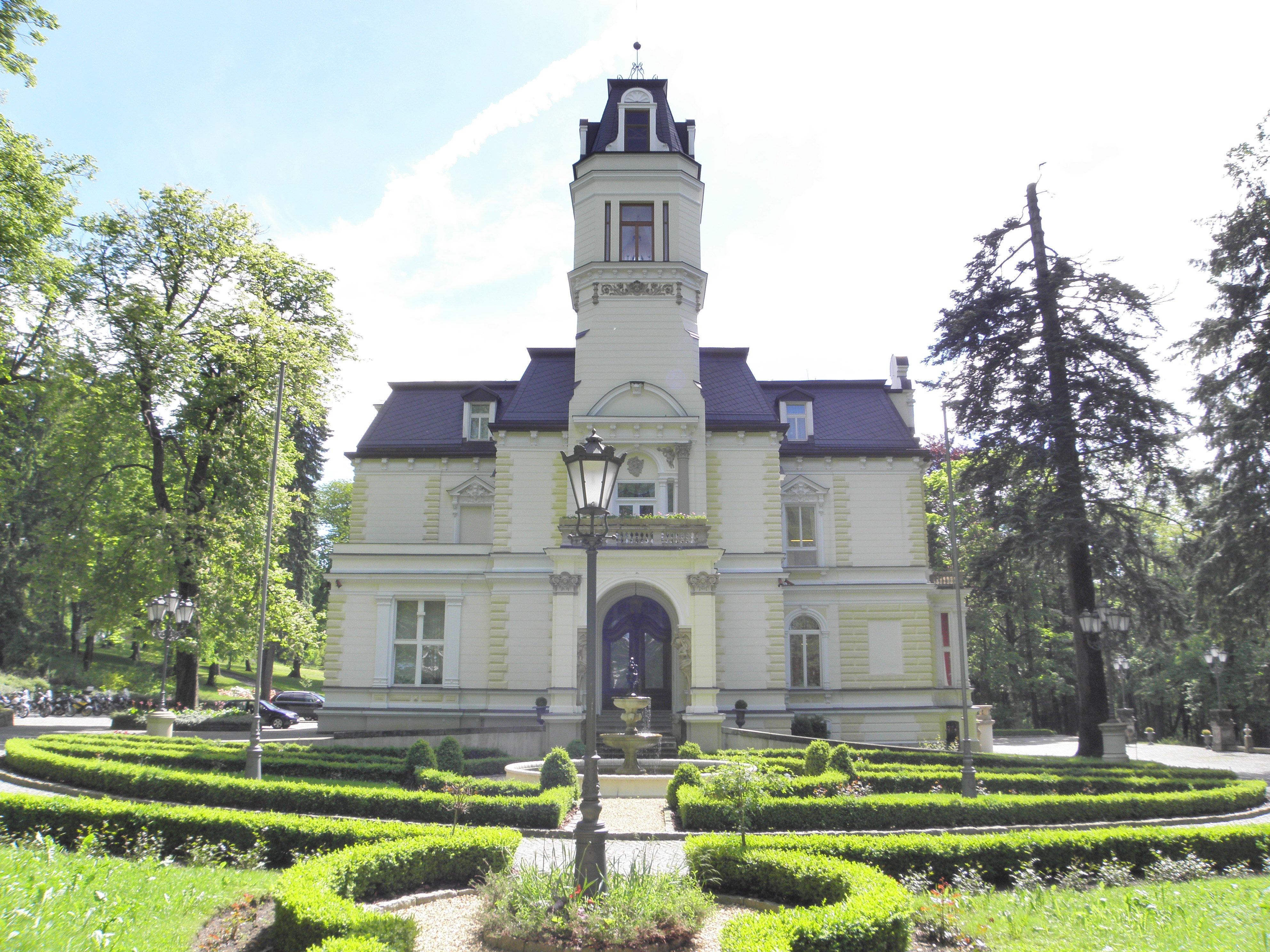
Klingerova vila (2010)